# Visigodí

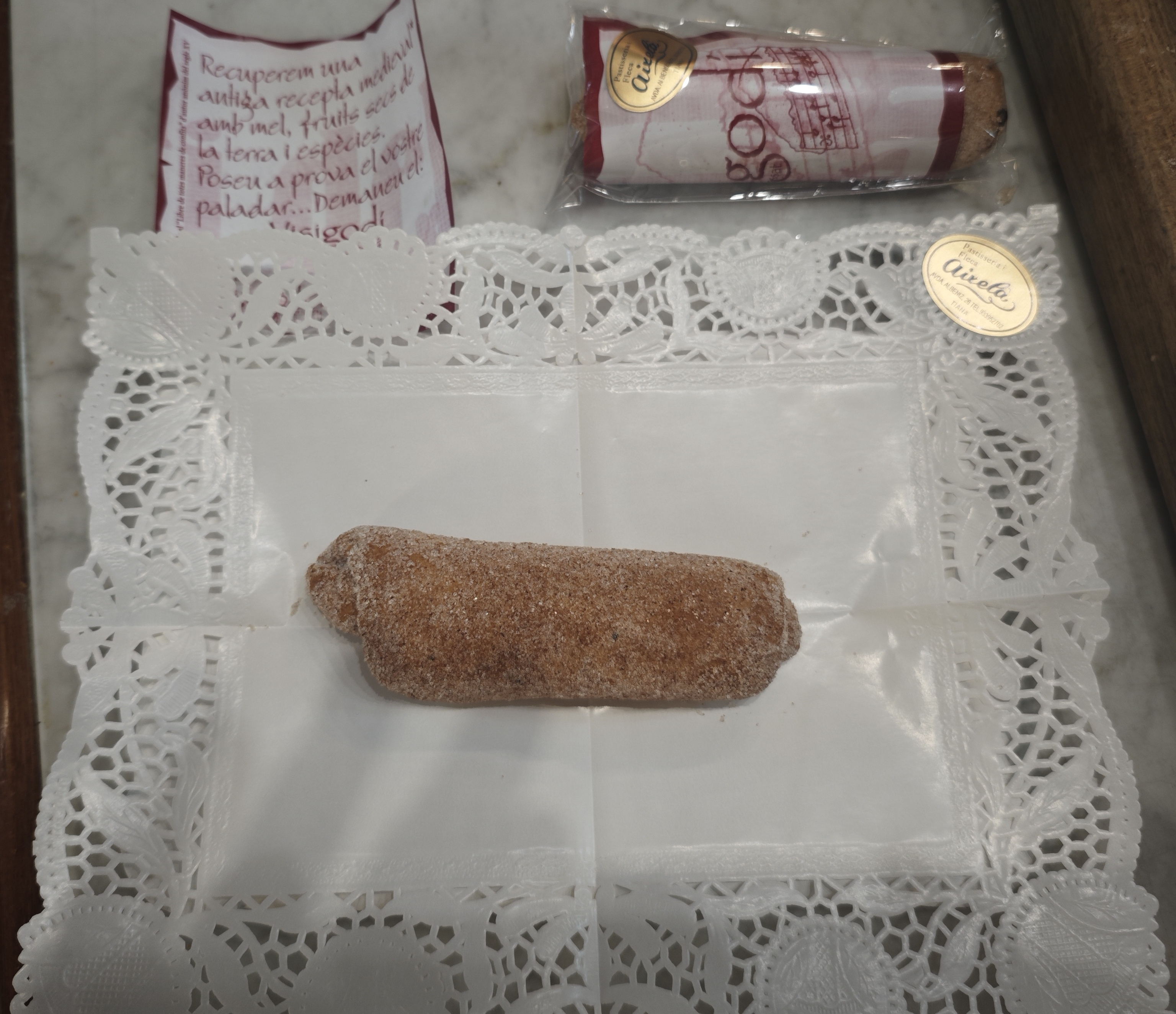
Visigodí, dolç típic de Tiana

El Visigodí és un pastisset típic de Tiana, elaborat a partir d'una recepta del Llibre de totes maneres de confits, publicat al segle XV.

## Elaboració
Com gran part dels dolços de l'època, la Casqueta, que és deia llavors, té com a base els fruits secs, la mel i el sucre, però també, d'acord amb els gustos del moment, a la recepta hi juga un paper molt important la combinació d'espècies, tan apreciades a l'època. La cuina medieval tendia a combinacions com l'agre-dolç i a potenciar els sabors de forma molt intensa. Per això, es va haver d'adaptar les quantitats d'espècies al paladar contemporani. Finalment, el conjunt s'arrodoneix amb aigua de roses.

## Orígens
Alguns d'aquests productes no estaven a l'abast de tothom. Dels ingredients i el tipus de menjar que planteja, el Llibre de totes maneres de confits és dedueix que és un receptari adreçat als cuiners de les taules senyorials. Els dolços típics de l'època eren fruites confitades amb mel, fruits secs ensucrats, melmelades, torrons, massapà i neules.

## Adaptació i ús actual
El visigodí, el dolç del passat, acompanya els concerts de Tiana Antica des dels seus inicis i el fabrica la Pastisseria Aixelà de Tiana només per als dies del festival. El dolç és el resultat del treball dels tres germans Aixelà: la Griselda, historiadora és qui va rescatar la recepta, i la Georgina i en Heribert són els responsables de la producció. L'adaptació, que va ser laboriosa, la va fer el mestre pastisser José García.